# Mentaos
Mentaos is een bestuurslaag in het regentschap Jombang van de provincie Oost-Java, Indonesië. Mentaos telt 2041 inwoners (volkstelling 2010).